# Fédération des sociétés d'histoire et d'archéologie d'Alsace
La Fédération des sociétés d'histoire et d'archéologie d'Alsace (FSHAA) est fondée en 1978. Elle regroupe actuellement 124 associations qui « consacrent […] leurs activités à l'histoire, à l'archéologie, aux sciences historiques auxiliaires en Alsace ». Elle est reconnue de mission d'utilité publique depuis 1986 et est actuellement présidée par Claude Muller. Son siège se trouve dans le quartier de l'Esplanade à Strasbourg.

## Historique
La Fédération des sociétés d'histoire et d'archéologie d'Alsace, telle qu'elle existe depuis 1978, a connu plusieurs précédents attestant la volonté de regroupement des nombreuses associations alsaciennes vouées aux recherches historiques et à la protection du patrimoine régional. Une première Fédération des sociétés d'histoire et d'archéologie d'Alsace a ainsi existé de 1912 à 1914, une deuxième de 1935 à 1940 et une troisième de 1952 à 1977. Ses présidents successifs sont : Marcel Thomann (1978-1993), Jean-Claude Hahn (1993-2000), Jean-Pierre Kintz (2000-2008), Gabrielle Claerr Stamm (2008-2017), Jean-Georges Guth (2017-2023) et Claude Muller (2023-présent).

## Buts
La Fédération des sociétés d'histoire et d'archéologie d'Alsace est l'émanation directe des sociétés locales : les 21 membres de son comité fédéral sont élus tous les trois ans, à bulletins secrets, par les présidents des groupements affiliés réunis en assemblée générale. Elle a pour buts de créer un lien entre les associations adhérentes, d'encourager la publication de travaux scientifiques et d'éditer une revue d'histoire régionale, de représenter les sociétés membres auprès des pouvoirs publics et d'appuyer, à leur demande, les démarches effectuées pour la conservation du patrimoine historique, artistique, architectural et naturel de l'Alsace.

## Congrès et salons
La Fédération des sociétés d'histoire et d'archéologie d'Alsace fait connaître les publications des sociétés d'histoire au public en tenant un stand dans les salons et foires du livre qui se déroulent dans la région. Depuis 2011, elle organise chaque année au Salon du Livre de Colmar, le « Café de l'histoire », une table ronde où sociétés d'histoire et auteurs d'alsatiques présentent leurs dernières parutions. Tous les automnes, elle organise, alternativement dans le Haut-Rhin et le Bas-Rhin, le « Congrès des historiens de l'Alsace », qui propose des conférences et des visites guidées.

## Publications fédérales
La Fédération des sociétés d'histoire et d'archéologie d'Alsace diffuse gratuitement en ligne un Bulletin fédéral trimestriel pour rendre compte de son activité et de l'actualité des groupements affiliés et partenaires en annonçant leurs nouvelles publications, expositions, visites guidées et conférences. Elle publie plusieurs collections fédérales de référence : la Revue d'Alsace, les guides pratiques « Alsace-Histoire », le Dictionnaire historique des institutions d'Alsace (DHIA) et le Nouveau dictionnaire de biographie alsacienne (NDBA) continué par le Nouveau dictionnaire de biographie alsacienne en ligne (NetDBA).

### Revue d'Alsace
La Revue d'Alsace, publiée depuis 1834, est « le plus ancien périodique français d'histoire régionale ». Reflet et vitrine de la recherche historique contemporaine sur l'histoire de l'Alsace, elle assure la liaison entre le travail historique des universités, bibliothèques, archives et musées, et l'activité des chercheurs appartenant aux sociétés d'histoire.

### Alsace-Histoire
La collection « Alsace-Histoire », lancée en 2008, est constituée de manuels pratiques illustrés destinés à guider les recherches des historiens amateurs, des étudiants en histoire et des enseignants qui entreprennent des recherches en histoire de l'Alsace.

#### Liste des ouvrages parus dans la collection Alsace-Histoire
- Grégory Oswald, Guide de l'histoire locale en Alsace : comment écrire l'histoire d'une localité alsacienne ?, 2008.
- Grégory Oswald, Des outils pour l'histoire de l'Alsace : les sciences historiques au service de l'historien local, 2009.
- Jean-Paul Baillard, La mesure du temps et la pratique du calendrier en Alsace : hier et aujourd'hui, 2009.
- Jean-Michel Boehler, Poids et mesures dans l'Alsace d'autrefois, 2010.
- Paul Greissler, Les systèmes monétaires d'Alsace : depuis le Moyen Âge jusqu'en 1870, 2011.
- Benoît Jordan, Le mobilier et les objets dans les édifices religieux chrétiens d'Alsace, 2012.
- Norbert Lombard, L'art de la guerre : comment aborder l'histoire militaire de l'Alsace du Moyen Âge à la guerre de 1870, 2013.
- Jean Daltroff, Édifices, mobilier et objets dans l'espace juif alsacien, 2014.
- Christine Muller, Emblèmes de métiers en Alsace, vol. 1, De agriculteur à maréchal-ferrant, 2016.
- Daniel Keller, Le sceau, empreinte de l'Histoire : sigillographes et sigillographie en Alsace, 2017.
- Elisabeth Clementz et Bernhard Metz avec la collaboration de Philippe Lorentz et Jean-Marie Holderbach, Initiation à la lecture des écritures manuscrites allemandes médiévales, 2018.
- Gabrielle Claerr Stamm, Attributs des saints vénérés en Alsace, vol. 1, De saint Adelphe aux saints Intercesseurs, 2019.
- Gabrielle Claerr Stamm, Attributs des saints vénérés en Alsace, vol. 2, De saint Jacques le Majeur à saint Wolfgang, 2019.
- Louis Schaeffli, Mille ans de Cloches en Alsace, 2022.

### Dictionnaire historique des institutions d'Alsace
Depuis 2010, la Fédération des sociétés d'histoire et d'archéologie d'Alsace publie en partenariat avec l'Institut d'histoire d'Alsace de l'Université de Strasbourg, le Dictionnaire historique des institutions d'Alsace du Moyen Âge à 1815 (DHIA). Œuvre collective, ce dictionnaire aborde toutes les facettes de la vie politique, juridique, sociale et culturelle de l'Alsace du Moyen Âge à 1815, des notions les plus générales (châteaux forts, Empire, féodalité) aux différents aspects du quotidien, parfois insolites (bière, dissection), avec une attention particulière portée au vocabulaire allemand. Dirigé par François Igersheim, le Dictionnaire historique des institutions d'Alsace est parvenu aujourd'hui à la lettre P.
Parallèlement, une version numérique de ce dictionnaire se développe. Elle a pour ambition de permettre la consultation des notices provenant des premières revues imprimées. Le dictionnaire numérique est enrichi annuellement par les notices d'une revue en respectant un ordre alphabétique. En octobre 2024, le contenu des lettres de A à P est consultable.

### Nouveau dictionnaire de biographie alsacienne
Par le passé, la Fédération des sociétés d'histoire et d'archéologie d'Alsace a édité le Nouveau Dictionnaire de biographie alsacienne (NDBA). Cette œuvre monumentale, dirigée par Jean-Pierre Kintz, est constituée de 49 fascicules regroupant plus de 14 000 notices sur les personnalités ayant marqué l'histoire de l'Alsace dans tous les domaines : politique, économie, culturel, social et associatif. Son édition papier, aujourd'hui achevée, est progressivement mise à jour et complétée par de nouvelles notices dans le Nouveau dictionnaire de biographie alsacienne en ligne (NetDBA), consultable sur le site de la FSHAA.

## Protection du patrimoine
La Fédération des sociétés d'histoire et d'archéologie d'Alsace participe à la défense du patrimoine alsacien au sens large. Depuis 1979, elle entreprend un « Inventaire des petits monuments ruraux » pour sauver de l'oubli et d'éventuelles destructions les milliers de bornes, stèles et croix qui parsèment les plaines et forêts d'Alsace, ainsi que les monuments funéraires remarquables. Elle est aussi appelée à donner ses avis dans une série d'organismes culturels et patrimoniaux tels que le Conseil consultatif de la culture du Grand Est, le Conseil culturel d'Alsace, la Commission régionale du patrimoine et de l'architecture Grand Est et le Conservatoire des sites alsaciens.

## Relations extérieures
Attachée à l'Alsace, la Fédération des sociétés d'histoire et d'archéologie d'Alsace est néanmoins ouverte sur l'extérieur. Des sociétés d'histoire des régions voisines de Lorraine et de Franche-Comté, liées historiquement à l'Alsace, en sont membres. Elle entretient aussi des relations suivies avec des sociétés d'histoire et d'archéologie d'Allemagne et de Suisse dans le cadre du « Réseau des sociétés d'histoire du Rhin supérieur », dont le colloque d'histoire transfrontalière se tient tous les deux ans (à Strasbourg en 2013, à Liestal en Suisse en 2015, à Offenburg en Allemagne en 2017 et à Sélestat en 2019) puis tous les trois ans à la suite de la pandémie COVID-19 (à Lörrach en Allemagne en 2022 et un prévu à Bâle en Suisse en 2025). Depuis la création de la région Grand Est le 1er janvier 2016, elle multiplie les contacts et les échanges avec les sociétés d'histoire de l'ensemble de la grande région.